# Лаурі Інґман
Лаурі Інґман (швед. Lars Johannes Ingman, нім. Lauri Ingman, 30 червня 1868, Теува — 25 жовтня 1934, Турку) — прем'єр-міністр Фінляндії (двічі обіймав посаду), міністр освіти. Теолог, лютеранський єпископ. Голова Євангелічно-лютеранської церкви Фінляндії.

## Біографія
Народився в Естермарку (нині — Теува), Велике князівство Фінляндське Російської імперії.
11 дитина в родині. Хатньою його мовою була шведська мова. Закінчив Вааську шведську гімназію (1886), після цього лютеранську духовну школу (1890). Вищу освіту здобув в Гельсінському університеті.
У 1907 р. захистився на доктора богослов'я. Інґман працював у Гельсінському університеті доцентом практичної теології (1901—1916 рр.). у 1916—1930 рр. — професор теології Гельсінського університету.
Як духовна особа, брав участь у парламентській реформі, згодом став депутатом парламенту Великого князівства Фінляндського (1907—1919 рр.), потім — депутат Едускунта (1922—1929 рр.) — від Національної коаліції.
Перший уряд Інґмана був сформований наприкінці листопада 1918 р., у ньому були представлені Рада директорів, а також монархісти і республіканці. Вдруге Інґман став прем'єр-міністром наприкінці травня 1924 р. і був ним до кінця березня 1925 року. Улюбленець першого президента Фінляндії Карла Столберга.
Помер у Турку.